# Nyitranovák
Nyitranovák (szlovákul Nováky) város Szlovákiában, a Trencséni kerületben, a Privigyei járásban. Felsőlelóc és Nyitralaszkár tartozik hozzá.

## Fekvése
Privigyétől 10 km-re délnyugatra, a Nyitra partján fekszik.

## Élővilága
Egykoron a nyitralaszkári kastély kéményén volt gólyafészek. Ma egy gólyafészket tartanak számon a városban.

## Története
A régészeti leletek szerint a mai város területén, a Lehota-patak mellett a bronzkorban, a Kr. e. 1200 és 800 közötti időben megerősített település állt. A települést és temetőjét az 1888. és 1889. évben az amatőr régész Rakovszky Ferenc tárta fel, a leletek pedig a budapesti Magyar Nemzeti Múzeumba kerültek.
Nyitranovák első írásos említése 1113-ból származik a Zobori oklevélből, melyben Kálmán király megerősíti a zobori bencés apátságot birtokaiban. Az oklevél a települést „Nouvac” alakban említi. Plébániája az esztergomi érsekség iratai szerint 1149 előtt keletkezett. 1321-ig a privigyei uradalom része volt, ezután Bajmóc, majd Éleskő várának tartozéka lett. Az 1332 és 1337 között kelt pápai tizedjegyzék megemlíti Márton nevű papját is, aki egy ezüst adót fizetett. 1387 és 1395 között királyi birtok, ekkor Luxemburgi Zsigmond hívének: Jolsvai Leustáchnak adta; ennek halála után pedig fiai birtoka. 1431-ben és 1434-ben a husziták fosztogatták. 1434-ben a Majthényi család kapta meg. 1470-ben és 1472-ben a lengyelek rabolták ki Novákot. 1533-ban a Podmaniczky testvérek gyújtották fel és rabolták ki, még a Majthényiak templomban talált sírjait is kifosztották. 1560-ban a falu György nevű papja lutheránus hitre tért és elhagyta híveit, akik a Majthényiakkal együtt őseik hitén maradtak.
1601-ben Bocskai István hajdúi a település mellett lezajlott csatában több mint száz parasztot öltek meg, ez a vérveszteség a falu gazdasági visszaeséséhez vezetett. 1608-ban csak 6 jobbágytelek állt Novákon. 1626-ban protestáns zsoldosok rabolták ki a települést, az állatokat elhajtották, a templomot felgyújtották. 1631-ben és 1663-ban a török dúlta fel a falut. 1700-1703 között a régi román-gótikus templom helyén új klasszicista katolikus templom épült. 1703-ban és 1708-ban a császáriak és a kurucok közti harcokban a település egy része leégett.
A 18. század végén Vályi András így ír róla: „NOVÁK. Tót falu Nyitra Várm. földes Ura Majthényi Uraság, lakosai katolikusok, fekszik Nyitra vize mellett, Bajmótzhoz 1 mértföldnyire, határja ollyan mint Kis Lehotáé.”
1812-ben a templom közelében felépült az új iskola. 1817-ben megszűnt a templom körüli temetkezés, az község északi részén új temetőt létesítettek. 1830-ban a zsidó közösség számára zsinagóga is épült a településen.
Fényes Elek 1851-ben kiadott geográfiai szótárában így ír a faluról: „Novák, tót falu, Nyitra vármegyében, az oszlányi postautban: 659 kath. lak., kath. paroch. templommal, s vizimalommal a Nyitra vizén. F. u. a Majthényi család. Ut. p. Oszlány.”
1884-1888 között kolerajárvány pusztított, melynek 120 lakos, főként gyerekek estek áldozatul. 1890-ben Alsólelócot csatolták hozzá. A zsidó iskola 1896-ban létesült.
Borovszky Samu monográfiasorozatának Nyitra vármegyét tárgyaló része szerint: „Nyitra-Novák, a Nyitra balpartján, Privigyétől délnyugotra 11 kilométerre fekvő község, 664 lakossal, kik közül 82 magyar, 35 német, 540 tót. Kevés izraelitán kivül mind r. kath. Posta-, táviró- és vasúti állomás helyben van. E községről már a XII. században találunk feljegyzéseket. Kath. temploma a XV. században épült. Kegyura a Majthényi-család. Az izr. imaházat a 70-es években építették. A községben van a Majthényi-családnak 3 nemesi kuriája és egy 4-ik, amely Rakovszky Ferenczé. A Majthényi-féle kuriák közül kettő régi, de csinos és szilárd épület, a harmadik pedig már lakatlan. Mind a három a mult századokban épült, de máig is igen jó karban van. Tulajdonosaik Majthényi Rudolf és Albert, kiknek itt nagyobb kiterjedésü birtokaik vannak. Rakovszky Ferencz úrilakát annak idején szintén a Majthényiak építtették. Említésre méltó a Rakovszky tulajdonát képező gazdag gyüjtemény, mely különböző korbeli régiségein kivül több nagyértékü keleti szőnyeget, régi fegyvereket, családi ékszereket, díszruhát és szerszámdíszt és exotikus országokból összegyüjtött tárgyakat, főleg fegyvereket foglal magában. A F. M. K. E a községben kisdedóvót tart fenn.”
Az első világháborúban 146 nováki férfi vett részt, közülük 32-en nem tértek haza. 1918. december 10-én a cseh csapatok megérkezte előtt a magyar csendőrök elhagyták a települést. 1919-ben bezárták a magyar és a zsidó iskolát. A trianoni diktátumig Nyitra vármegye Privigyei járásához tartozott.
1921-ben Nyitranováknak Alsó- és Felsőlelóccal, valamint Nyitralaszkárral együtt 1372 lakosa volt. 1941-ben Laszkártól északra fabarakkokból zsidó gyűjtőtábor létesült, ahonnan 1942-ben mintegy 1200-1800 embert hurcoltak el lengyelországi koncentrációs táborokba. 1944-ben hivatalosan is egyesítették Nyitranovákot Alsó- és Felsőlelóccal, valamint Nyitralaszkárral. 1945. április 5-én a német és magyar csapatok a Vörös Hadsereg közeledtére elhagyták a települést. 1951-ben új iskola létesült. 1953-ban bevezették az elektromos áramot. 1958-ban Alsólelócot átcsatolták Nemeskosztolányhoz. 1961-ben Nyitranovák városi rangot kapott.

## Népessége
| Év:            | 1994. | 2004.   | 2014.   | 2024.   |
| -------------- | ----- | ------- | ------- | ------- |
| Emberek száma: | 4253  | 4426    | 4270    | 4093    |
| Eltérés:       |       | +4,06 % | -3,52 % | -4,14 % |

| Év:            | 2023. | 2024.   |
| -------------- | ----- | ------- |
| Emberek száma: | 4136  | 4093    |
| Eltérés:       |       | -1,03 % |

1784-ben 60 házában 131 családban 597 lakos élt. A hozzá tartozó Felsőlelócnak ugyanekkor 25 háza és 176 lakosa, Laszkárnak 24 háza és 208 lakosa volt.
1831-ben Novákon 673, Felsőlelócon 232, Laszkáron 159 lakos élt.
1880-ban 599 lakosából 493 szlovák, 64 német, 13 magyar anyanyelvű és 29 csecsemő volt. Felsőlelóc 226 lakosából 209 szlovák, 10 német anyanyelvű és 6 csecsemő, Nyitralaszkár 199 lakosából 185 szlovák, 9 német anyanyelvű és 5 csecsemő volt.
1910-ben 851 lakosából 706 szlovák, 81 magyar, 47 német és 17 más anyanyelvű volt. Felsőlelóc 377 lakosából 372 szlovák és 5 német anyanyelvű, Nyitralaszkár 203 lakosából 195 szlovák, 6 magyar és 2 német anyanyelvű volt.
1930-ban 1132 lakosából 1076 csehszlovák, 7 magyar, 13 német, 32 zsidó és 4 állampolgárság nélküli volt.
1973-ban 5907 volt a lakosok száma.
1980-ban 5631 lakosából 5523 szlovák és 8 magyar volt.
1991-ben 4341 lakosából 4252 szlovák és 18 magyar volt.
2001-ben 4402 lakosából 4284 szlovák és 11 magyar volt.
2011-ben 4269 lakosából 4020 szlovák és 14 magyar volt.
2021-ben 4197 lakosából 3922 (+8) szlovák, 9 (+4) magyar, (+4) cigány, 1 ruszin, 38 (+11) egyéb és 227 ismeretlen nemzetiségű volt.

## Neves személyek
- Itt született Géczi András (1756-1821) kegyes tanítórendi áldozópap és tanár.
- Itt született Majthényi Adolf (1814-1871) kánonjogi doktor, apát, kanonok, főesperes.
- Itt született Majthényi Flóra (1837-1915) költőnő, Tóth Kálmán költő felesége, akitől később elvált. Kiváló zenetehetség, több zeneszerzeménye is fennmaradt.
- Itt született 1936-ban Árpád Tarnóczy politikai fogoly, politikus, parlamenti képviselő, budapesti nagykövet, máltai lovag.[8]
- Itt dolgozott Motesíky Árpád felvidéki magyar vadászíró, újságíró.

## Nevezetességei

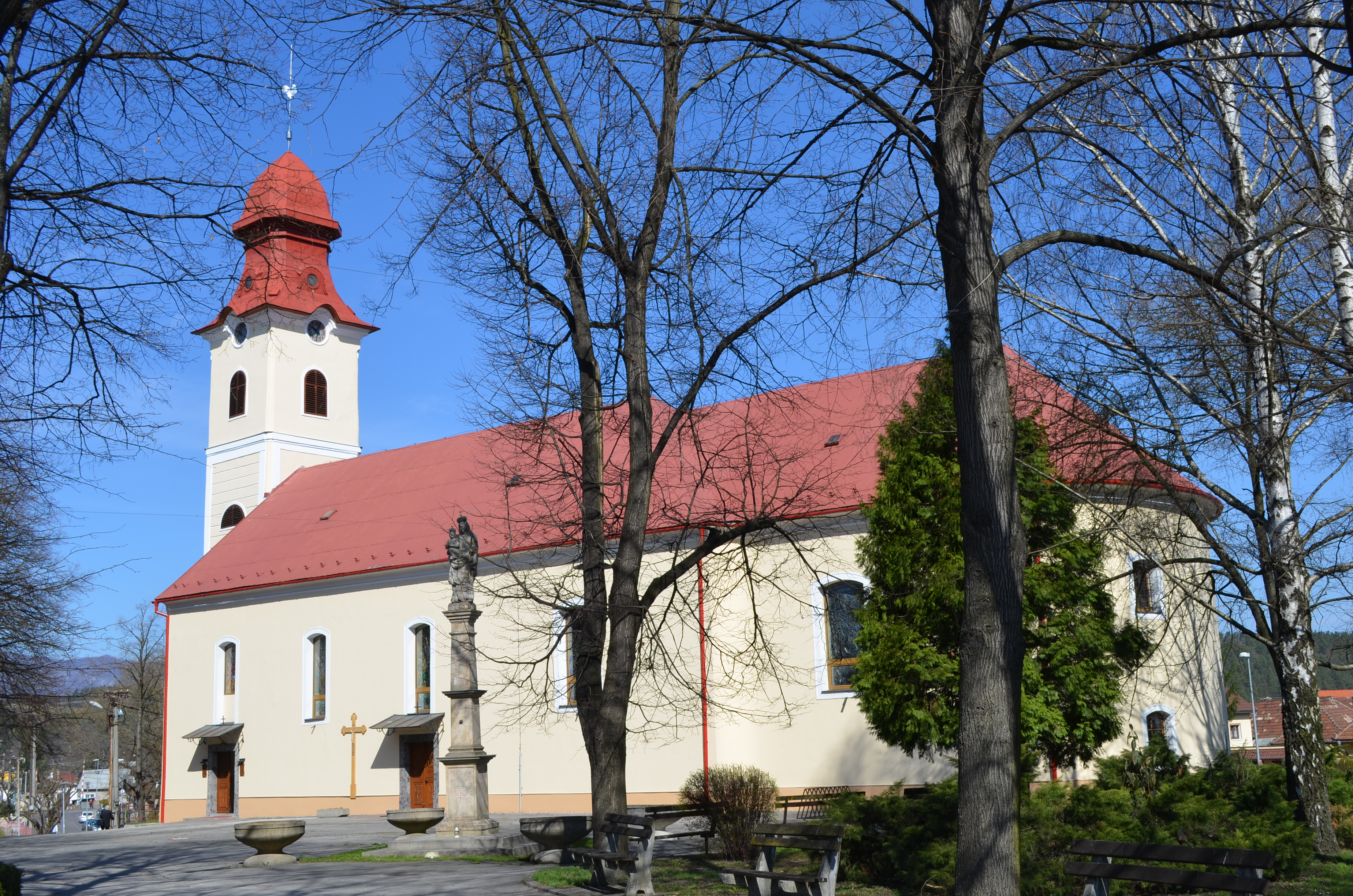
Templom
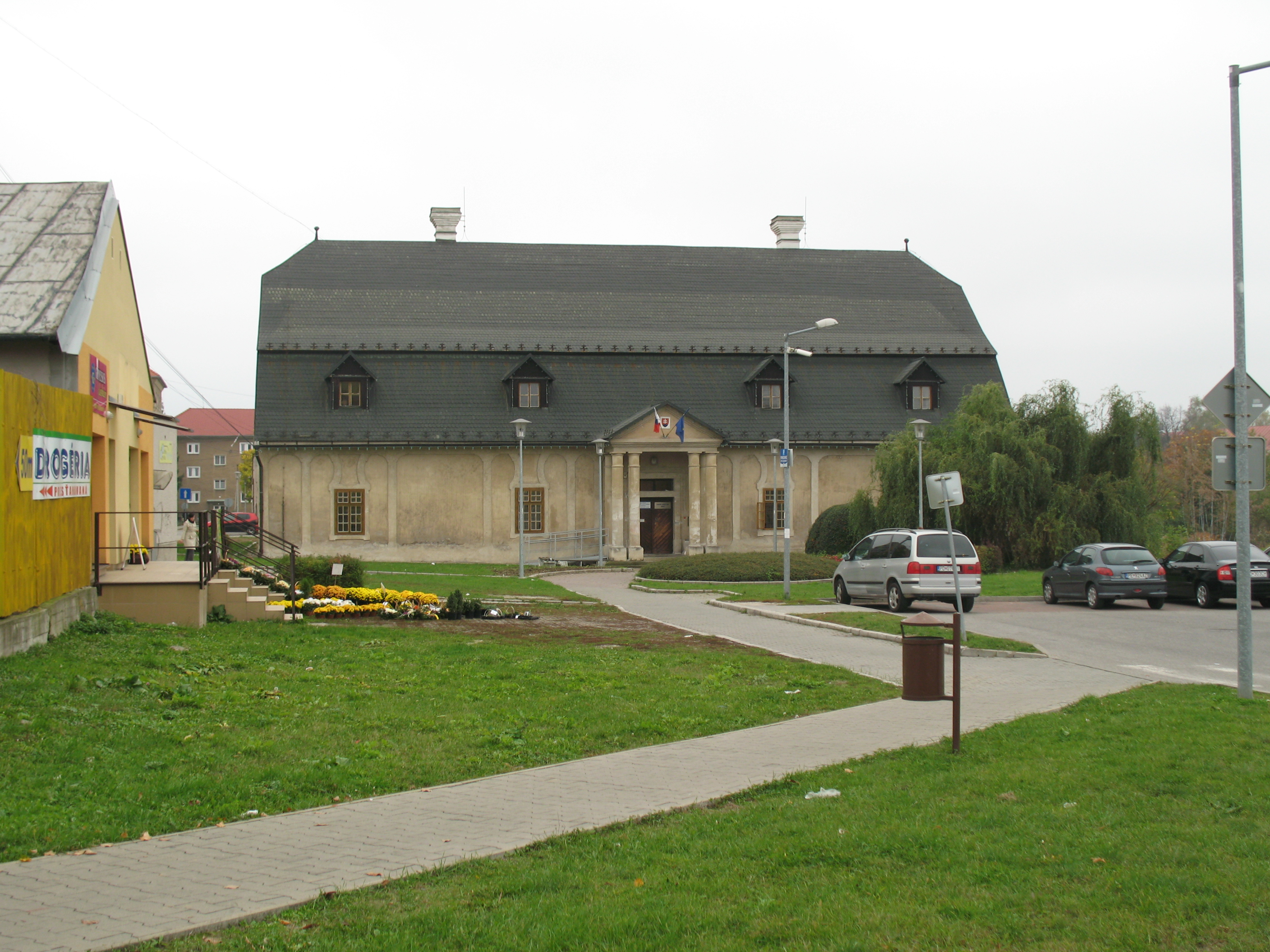
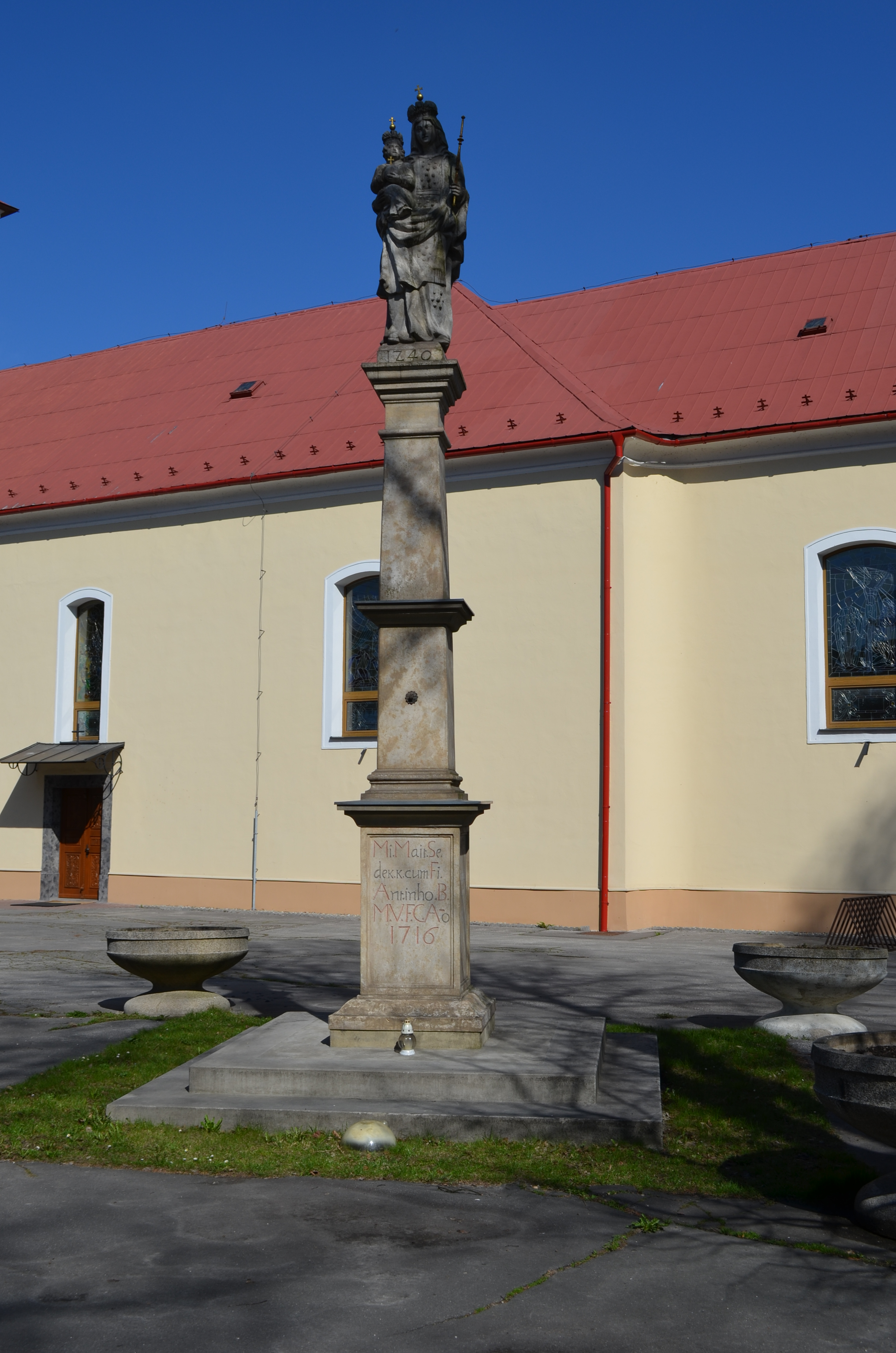

- Az egykori kolostor épülete a 17. században épült, a 19. század második felében átépítették, 1941-ben megújították, ma általános iskola működik benne.
- Római katolikus temploma 1800-ban a korábbi templom alapjain épült.
- Három 17. századi várkastélya közül az egyik már romos állapotú.
- Nemesi kúria a 18. század végéről.
- A szlovák nemzeti felkelés emlékműve.

## Gazdasága
- Itt található Szlovákia legnagyobb hőerőműve.
- Szén és lignit bányászata.

## Testvérvárosa
- Belcsény, Szerbia

## Külső hivatkozások
- Nyitranovák hivatalos oldala
- Községinfó
- Nyitranovák Szlovákia térképén
- E-obce.sk[halott link]

## Lásd még
- Felsőlelóc
- Nyitralaszkár